# Ingvar Henkow
Karl Gustaf Ingvar Henkow, född den 22 mars 1920 i Härnösand, död den 19 januari 1984 i Sundsvall, var en svensk jurist. Han var bror till Hugo Henkow och måg till Ragnar Stattin.
Henkow avlade studentexamen 1938 och juris kandidatexamen vid Uppsala universitet 1943. Han genomförde tingstjänstgöring i Ångermanlands södra domsaga 1943–1946 och tjänstgjorde i Hovrätten för Övre Norrland 1946–1947. Henkow var fiskal där 1947, sekreterare i Svenska arbetsgivareföreningen 1947–1948, fiskal i Hovrätten för Nedre Norrland 1948–1953, extra ordinarie assessor där 1953–1958 och tillförordnad tingsdomare i Medelpads östra domsaga 1957–1958. Han blev hovrättsråd i Hovrätten för Nedre Norrland 1958. Henkow var tillförordnad revisionssekreterare 1958–1959, vice ordförande på avdelning i hovrätten från 1959 och tillförordnad lagman där 1963–1965. Han blev riddare av Nordstjärneorden 1962. Henkow vilar på Lidingö kyrkogård.